# E-SWAT Cyber Police
ESWAT Cyber Police es un videojuego de disparos con scroll lateral desarrollado y publicado por Sega originalmente como arcade en 1989.

## Descripción
En el juego se asume el papel de un policía que debe restablecer la ley en las calles. Se comienza como policía raso y en cada pantalla superada el rango aumenta. Al llegar al nivel de capitán el jugador es dotado con un traje robotizado pasando a formar parte del cuerpo E-Swat.
En las primeras pantallas del juego tan sólo se dispone de una pistola y patadas para defenderse. Una vez conseguido el traje cibernético se dispone además de una magia especial para eliminar a los enemigos más resistentes.
El juego permite dos jugadores simultáneos.

## Hardware/Conversión
El juego fue desarrollado originalmente para la placa System 16-B de Sega, y posteriormente la empresa U.S. Gold se encargó de publicarlo para ordenadores domésticos: ZX Spectrum, Commodore 64, Amstrad CPC, Amiga y Atari ST.
La propia Sega sacó para su consola Mega Drive un juego titulado ESWAT: City under Siege que, aunque teóricamente se basaba en el arcade, tomaba muy pocas referencias del mismo.